# شرکت نفت ایرانول
شرکت نفت ایرانول شرکت نفت ایرانی است که در آبادان بنا نهاده شد که در زمینه تولید روغن موتور، گریس و روان‌سازها فعالیت می‌کند. این شرکت، در سال ۱۳۸۱ با واگذاری بخش روغن سازی پالایشگاه تهران و پالایشگاه آبادان به بخش خصوصی تأسیس شد. این شرکت تنها تولیدکننده انبوه برایت استاک در خاورمیانه است. محصولات این شرکت در غرب آسیا شناخته شده است.  عیسی اسحاقی که پیش از این نیز شش سال مدیر عاملی این شرکت را بر عهده داشت، مدیر عامل این شرکت است.

## تاریخچه
شرکت ملی نفت ایران در راستای خصوصی‌سازی شرکتهای دولتی و سیاست‌های کلان دولت ایران مبنی بر کاهش حجم تصدی‌گری دولتی در حوزه غیر انحصاری و واگذاری امور به بخش خصوصی، با هدف توسعه مشارکت این بخش در فعالیتهای اقتصادی و صنعتی، بمنظور افزایش کارایی، واحدهای روغن سازی پالایشگاه‌های تهران و آبادان را به سازمان تأمین اجتماعی، صندوق بازنشستگی کشوری و آستان قدس رضوی واگذار کرد.
این واگذاری منجر به تأسیس شرکت نفت ایرانول در ۱۱ آذرماه سال ۱۳۸۱ شد و در بهمن سال ۱۳۹۱ سهام این شرکت در فرابورس پذیرفته و عرضه شد. شرکت نفت ایرانول اکنون در سه بخش پالایشگاه روغن سازی تهران، پالایشگاه روغن سازی آبادان و مجتمع ظرف سازی و بسته‌بندی به فعالیت خود ادامه می‌دهد.

## بخش‌ها
این شرکت، اکنون در سه بخش پالایشگاه روغن سازی تهران، پالایشگاه روغن سازی آبادان و مجتمع ظرفسازی و بسته‌بندی به فعالیت خود ادامه می‌دهد.

## محصولات

### محصولات اصلی
انواع روغن‌های پایه سبک و سنگین
انواع روغن‌های موتور و صنعتی
ضدیخ و ضدجوش
از جمله این محصولات، ضد یج و ضد جوش جدید با فرمول دوست دار محیط زیست، ایرانول COOLMAX و هایپر سیال خنک‌کننده برای استفاده در انواع خودروهای سبک، سواری، ون، کامیونت و مینی بوس و تریلر، کامیون و اتوبوس است.
همچنین محصول ایرانول موتورو MOTOROW 10w-۴۰ روغن موتور سیکلت بنزینی چهار زمانه نیز برای استفاده در موتور سیکلت چهار زمانه بنزینی و غیر اتوماتیک کاربرد دارد و دارای مشخصات استاندارد JASO MA انجمن استاندارد اتومبیل ژاپن است.

### محصولات فرعی
اکستراکت (برای مصرف در کارخانجات ساخت دوده صنعتی و همچنین سوخت)
اسلاک واکس به عنوان خوراک اولیه کارخانجات پارافین‌سازی، مصارف صنعتی، ساخت گریس و...
برایت استاک
پترولاتوم
محصول ایرانول ATF SP-IV و ATFCVT روغن دنده اتوماتیک خودرو از دیگر محصولات موتوری است که برای خودروهای سواری ژاپنـی و کره‌ای با گیربکس‌های ۴، ۵ و ۶ سرعته مورد استفاد قرار می‌گیرد.
ایرانول رونیا پلاس API SN PLUS 5W-۳۰ روغن موتور بنزینـی است که مطابق با بالاترین سطوح کارایی APIتولید شده و به منظور مصرف در خودروهای بنزینی با تکنولوژی موتور TGDI طراحی و با کاهش پدیده LSPI از موتورهای بنزینی توربو شارژ، محافظت می‌کند.
محصول ایرانول TOP ENGINE E5 با استفاده از روغن پایه نیمه سنتتیک و مواد افزودنی مرغوب که برای مصرف در موتورهای دیزلی سنگین مطابق با استاندارد سطح آلایندگی یورو ۵ و پایین‌تر برای تمامی فصول و شرایط آب و هوایی ایران تولید شده است.

## تعامل با دانشگاه
شرکت نفت ایرانول با حضور رئیس دانشگاه صنعتی شریف در زمینه همکاری مؤثر در حوزه‌های مختلف فناورانه و دانش بنیان، در بومی سازی ملزومات وارداتی، ارتقا کیفیت و ایجاد ارزش افزوده بالاتر از محصولات پالایشی و تحولات آینده نزدیک باتوجه به تغییر روندهای جهانی در فراگیری خودروهای الکتریکی تفاهم نامه‌ای برای همکاری را منعقد کردند.

## تولید ۱۴۰۳
شرکت نفت ایرانول در فروردین ماه سال ۱۴۰۳ میزان تولید از ۲۹ میلیون لیتر در سال ۱۴۰۲ به ۴۹ میلیون در فروردین ماه در ال ۱۴۰۳ با ۶۹ درصد افزایش میزان فروش مقداری از ۲۹ میلیون لیتر به ۵۱ میلیون لیتر با ۷۶ درصد افزایش و مبلغ فروش از ۶۷۲۰ میلیارد ریال به ۱۳۵۰۰میلیارد ریال با ۱۰۰ درصد افزایش و فروش انواع روغن موتور (دیزلی و بنزینی) از ۴/۴ میلیون لیتر به ۶/۶ میلیون لیتر با ۵۰ درصد افزایش رسیده است.

## تغییر لوگو
این شرکت با هدف تقویت ارزش ویژه برند و نوسازی هویت بصری، همزمان با معرفی سه محصول جدید، لوگوی خود را نیز پس از ۲۲ سال، با حفظ طرح اصلی، طراحی مجدد و رونمایی کرد. در حوزه روغن موتور دیزلی، محصولی جدید با نام کارو دیزل" Karow Diesel" با سطحی کیفی API CK-4 که جزء بالاترین سطوح کیفی معرفی شده در دنیا بوده، برای استفاده در موتورهای دیزلی سنگین و مدرن مطابق با استاندارد سطح آلایندگی EURO 5 در دست تولید است.

## فروش بورسی
درآمد حاصل از فروش چهار روانکار بورسی به نام‌های پارس، ایرانول، سپاهان و بهران مربوط به شرکت ایرانول در خردادماه سال ۱۴۰۳ به بیش از ۷ هزار و ۲۵۶ میلیارد تومان رسید که طبق گزارش‌های این شرکت نسبت به خردادماه سال ۱۴۰۲ افزایش ۲۴ درصدی داشته است.

## بهبود راندمان واحد موم‌گیری
پروژه بهبود راندمان واحد موم‌گیری پالایشگاه تهران شرکت نفت ایرانول، با هدف افزایش تولید روغن پایه و ایجاد ارزش افزوده در محصول اسلاک وکس در تیرماه ۱۴۰۳ راه اندازی شد. در این پروژه سالانه ۱۱ میلیون لیتر افزایش تولید روغن پایه از محصولات اسلک وکس گرفته شده و وکس باقی مانده نیز با کیفیت بهتر مواجه خواهد شد که سالانه بالغ بر ۴ میلیون دلار سودآوری برای شرکت ایرانول را دارد.

## چشم‌انداز
شرکت نفت ایرانول قصد دارد در افق ۱۴۰۴ شرکتی باشد سرآمد در عرصه تولید و تأمین روانکار و محصولات مرتبط در سراسر ایران و منطقه، منطبق بر استاندارهای ملی و بین‌المللی و با توجه به حفظ محیط زیست و همگام با آخرین دستاوردهای تکنولوژیکی ساخت محصولات، که دارای بالاترین سهم در بازار مصرف ایران در محصولات نهایی را داشته و سودآورترین شرکت نفتی ایرانی در بازار روانکار با تأکید بر حفظ منافع ذینفعان بویژه سهامداران و مشتریان باشد.

## مسئولیت اجتماعی
در گزارش‌های منتشر شده از سوی این شرکت نیز به مسئولیت‌های اجتماعی نسبت به جامعه پیرامونی نیز اشاره شده است. کمک و حمایت از آسایشگاه کهریزک استان البرز و اهدای خون ازجمله برنامه‌های حمایتی این شرکت بوده است. این شرکت همچنین برنامه‌هایی در زمینه حفاظت از محیط زیست، توسعه پایدار و حمایت از جوامع محلی را انجام داده است.

## سهامداران
عمده سهامداران اصلی شرکت نفت ایرانول، سازمان تأمین اجتماعی، شرکت سرمایه گذاری صندوق بازنشستگی کشوریف شرکت سرمایه گذاری نفت، گاز و پتروشیمی تامین - تاپیکو، شرکت بیمه مرکزی جمهوری اسلامی ایران و آستان قدس رضوی هستند.